# Lampa z wyjściem indukcyjnym

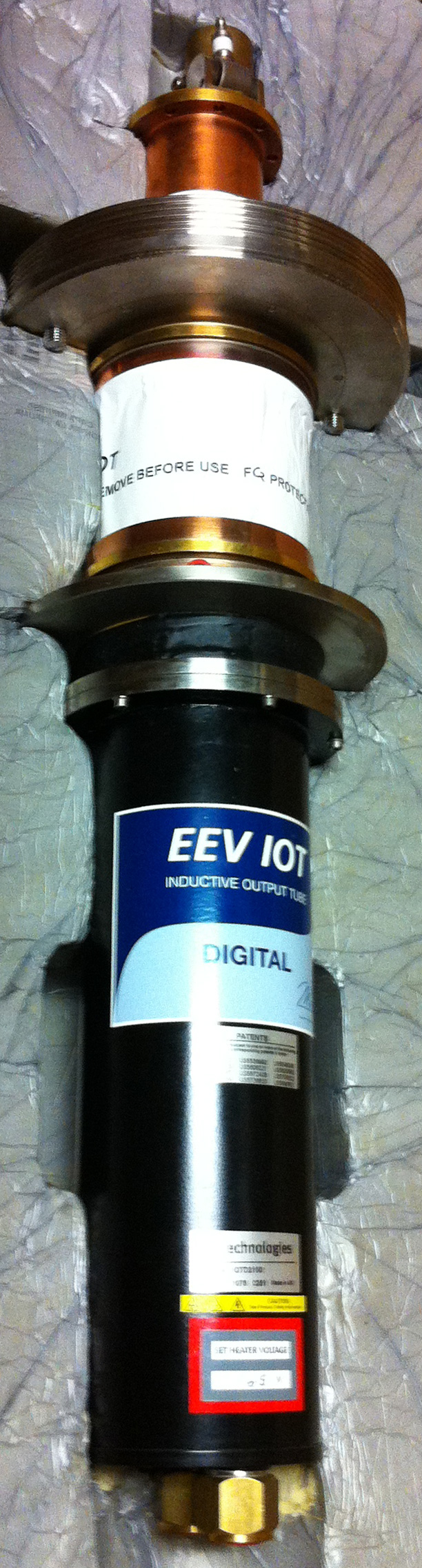
Lampa z wyjściem indukcyjnym produkcji firmy EEV

 Lampa z wyjściem indukcyjnym (klistroda) (ang. Inductive Output Tube, IOT) jest lampą mikrofalową przeznaczoną do wzmacniania sygnałów wielkiej częstotliwości UHF. Stanowi ona skrzyżowanie klistronu i triody. Składa się z katody wysyłającej elektrony, zespołu elektrod ogniskujących wyemitowane elektrony w wąską wiązkę, siatki, anody przyśpieszającej oraz rezonatora i kolektora.
Emitowane przez katodę elektrony są formowane (skupiane) w wąską wiązkę i przyspieszane przez anodę. Natężenie wiązki elektronów w tej lampie jest modulowane za pomocą siatki (tak. jak np. w triodzie). W związku z tym sygnał wejściowy jest podawany pomiędzy siatkę a katodę. Skupiona wiązka elektronów przechodzi następnie przez rezonator, równoważny rezonatorowi wyjściowemu klistronu. Pobudzony tą wiązką rezonator emituje pole elektromagnetyczne, które jest wyprowadzane na zewnątrz lampy jako wzmocniony sygnał użyteczny. Elektrony kończą swój bieg na kolektorze. 

Lampy z wyjściem indukcyjnym zostały wynalezione i opatentowane w końcu lat 30. XX w. W latach 80. ponownie znalazły zastosowanie w nadajnikach telewizyjnych UHF dużej mocy zastępując mało wydajne klistrony.